# 泉城公园
泉城公园（原名济南植物园）是山东省济南市的一处公园，位于济南市经十路南，千佛山西侧，毗邻山东省体育中心，始建于1985年，1997年向公众免费开放。公园内有植物区和娱乐设施区域，目前为济南城区最大的的城市中心公园之一。